# シカゴ・サンタイムズ
シカゴ・サンタイムズ（Chicago Sun-Times）は、アメリカ合衆国イリノイ州シカゴ市で発行されている新聞である。
シカゴの2紙、すなわちシカゴ・トリビューンと本紙のうち、ニューススタンドにおける販売部数は本紙の方が多く、これに対して上流階級の宅配向けにはトリビューンが売れている。
サンタイムズはニューヨーク・ポストによく似たタブロイド版である。ニューススタンドで読者の興味をそそるように、けばけばしい見出しを付け、シカゴの公共交通機関であるシカゴ・Lに乗車するときの読み物として、折りたたみやすい形状をしている。
影響力のある映画評論家ロジャー・イーバートを雇用していることで国際的に広く知られている。
また、ボブ・グリーンがこの新聞で記者生活を始めた。
シカゴ・サンタイムスは、カナダオンタリオ州トロントのホリンジャー社(Hollinger Inc.)に所有されており、このグループはカナダ人実業家のコンラッド・ブラックに経営管理されている。
なお、ホリンジャー社は、イギリスのデイリー・テレグラフ及びエルサレム・ポストも所有している。